# Unión Latinoamericana de Noticias
La Unión Latinoamericana de Agencias de Noticias (ULAN) es una asociación supranacional de agencias públicas y privadas de noticias. Fue fundada el 2 de junio de 2011 en Caracas y luego fueron incorporándose nuevos miembros. Los miembros son:
- Télam
- Agencia Boliviana de Información
- Agencia Brasil
- Andina
- Prensa Latina
- Agencia de Noticias del Ecuador y Sudamérica
- Agencia Guatemalteca de Noticias
- Agencia Mexicana de Noticias
- Información Pública Paraguay
- Latin America News Agency
- Agencia Venezolana de Noticias

## Historia
La historia de ULAN nace en el año 2010 en la ciudad de Buenos Aires, Argentina, cuando representantes de las agencias de noticias públicas de América Latina se reunieron para avanzar en la construcción de un bloque regional de producción informativa. El recorrido hacia el objetivo común continuó con encuentros en distintos países de la región, hasta que el 2 y 3 de junio de 2011, en Caracas, Venezuela, nació oficialmente la Unión Latinoamericana de Agencias de Noticias, la ULAN.
La Unión Latinoamericana de Agencias de Noticias fue fundada por la Agencia de Noticias de la República Argentina Télam, la Agencia Boliviana de Información (ABI), la Agencia Brasil, Prensa Latina de Cuba, la Agencia Pública de Noticias del Ecuador y Suramérica (ANDES), la Agencia Guatemalteca de Noticias (AGN), la Agencia de Noticias del Estado Mexicano (Notimex), la Agencia de Información Pública Paraguay (IP) y la Agencia Venezolana de Noticias (AVN).
Durante los días 09 y 10 de noviembre de 2012, se concretó una Asamblea anual de ULAN en la ciudad de Buenos Aires, Argentina. Allí sus miembros se reunieron con el Secretario de Comunicación Pública de Argentina, Alfredo Scocimarro y con el entonces Jefe de Gabinete, Juan Manuel Abal Medina, y se incorporó a la agencia peruana de noticias ANDINA como miembro oficial de ULAN.
En agosto de 2013, la Agencia Télam reiteró la voluntad del Estado argentino de impulsar el portal de noticias regional ANSUR en el marco de una nueva reunión anual de sus miembros, esta vez en la ciudad de Brasilia, Brasil. A partir de la aceptación de la propuesta se procedió a trabajar en el proyecto que finalmente fue lanzado el 10 de septiembre de 2014.
El 21 y 22 de abril de 2014, se llevó a cabo una nueva Asamblea en la ciudad de La Habana, Cuba, donde el periodista argentino Juan Manuel Fonrouge fue reelecto como Presidente de la ULAN por un segundo mandato.
A causa de la crisis de la agencia argentina Telam  y la desaparición de la agencia Andes de Ecuador la Ulan no volvió a reunirse hasta 2019, donde las agencias Prensa Latina de Cuba, IP de paraguay y Latin America News Agency de Argentina coincidieron en el Vl Congreso Mundial de Agencias de Noticias realizado en Sofía, Bulgaria.

## Objetivos
El principal objetivo de la ULAN es promover la integración regional de las agencias de noticias de América Latina, buscando fortalecer el trabajo periodístico de las mismas, generando el intercambio de contenidos, y realizando acciones que promuevan la libertad de expresión, mejorar la calidad informativa e intercambiando experiencias que logren mejorar el flujo de una información veraz de América Latina en el mundo.

## ANSUR
Como parte de los acuerdos alcanzados por las Agencias de noticias nucleadas en la ULAN, el 10 de septiembre de 2014 se presentó el portal de noticias sobre América Latina ANSUR desarrollado por la Agencia de noticias Télam.
El Portal de noticias Latinoamericano ANSUR contaba con noticias en tiempo real de los países miembros de ULAN (Argentina, Bolivia, Perú, Paraguay, Brasil, Venezuela, Cuba, Guatemala, Ecuador, México y Uruguay ) y todos aquellos países de la región que conforman la CELAC a través de sus Secretarías de Comunicación. Si bien desde Télam se realiza el soporte técnico, la carga de noticias y el desarrollo de la web, los contenidos periodísticos son estrictamente respetados con el respectivo crédito a cada una de las agencias autoras de las informaciones que se reproducen.